# Фишбахер, Андреа
Андреа Фишбахер (нем. Andrea Fischbacher, род. 14 октября 1985 года, Шварцах-им-Понгау, Австрия) — австрийская горнолыжница, олимпийская чемпионка 2010 года и бронзовый призёр чемпионата мира 2009 года в супергиганте. Двукратная чемпионка мира среди юниоров в супергиганте (2004 и 2005).
Дебютировала в Кубке мира 11 марта 2004 года в Сестриере. За карьеру выиграла 1 этап Кубка мира в супергиганте и 2 этапа в скоростном спуске. Кроме 3 побед ещё 7 раз поднималась на подиум на этапах Кубка мира. В сезоне 2008/09 Андреа заняла второе место в зачёте скоростного спуска в Кубке мира (после Линдси Вонн). В общем зачёте Фишбахер дважды занимала 10-е место (2008/09 и 2009/10).
Принимала участие в 4 чемпионатах мира (2005, 2009, 2011, 2013). Лучшее достижение — бронза в супергиганте в 2009 году. Кроме этого ещё пять раз попадала в 10-ку лучших на чемпионатах мира в супергиганте и скоростном спуске.
Завершила карьеру летом 2015 года в возрасте 29 лет.
Фишбахер — троюродная сестра знаменитого австрийского горнолыжника Хермана Майера.

## Результаты на крупнейших соревнованиях

### Зимние Олимпийские игры
| Олимпийские игры | Скоростной спуск | Супергигант | Гигантский слалом | Слалом | Комбинация |
| ---------------- | ---------------- | ----------- | ----------------- | ------ | ---------- |
| 2006 Турин       | —                | 13          | —                 | —      | —          |
| 2010 Ванкувер    | 4                | 1           | —                 | —      | —          |

### Победы на этапах Кубка мира (3)
| № | Сезон   | Дата        | Место        | Дисциплина           |
| - | ------- | ----------- | ------------ | -------------------- |
| 1 | 2007/08 | 10 фев 2008 | Сестриере    | Супергигант          |
| 2 | 2008/09 | 28 фев 2009 | Банско       | Скоростной спуск     |
| 3 | 2013/14 | 2 мар 2014  | Кран-Монтана | Скоростной спуск (2) |